# Рудольф Лемке
Рудольф Лемке (нім. Rudolf Lemcke; 8 травня 1914, Оппельн — 6 серпня 1942, Атлантичний океан) — німецький офіцер-підводник, корветтен-капітан крігсмаріне.

## Біографія
1 квітня 1933 року вступив на флот. З вересня 1939 року — 1-й вахтоий, дивізійний і артилерійський офіцер на есмірці «Антон Шмітт». З 11 квітня 1940 року служив в морському полку «Бергер». З серпня 1940 року — командир дивізіону озброєння есмінців. В жовтні 1940 року переданий в розпорядження 2-го адмірала на Північному морі. 25 жовтня 1940 року звільнений у відставку. В сінчі 1941 року повернувся на службу, служив в 3-й флотилії R-катерів, з травня 1941 року —в навчальному командуванні ВМс в Румунії. З 1 липня по 7 жовтня 1941 року пройшов курс підводника, з 3 жовтня по листопад — командирську практику на підводному човні U-568, з 30 листопада 1941 по 7 січня 1942 року — курс командира човна. В січні 1942 року направлений на будівництво U-210. З 21 лютого 1942 року — командир U-210. 18 липня вийшов у свій перший і останній похід. 6 серпня U-210 був потоплений в Північній Атлантиці південніше мису Фарвель (54°24′ пн. ш. 39°37′ зх. д.) глибинними бомбами, артилерією і тараном канадського есмінця «Ассінібойн». 37 членів екіпажу були врятовані, 6 (включаючи Лемке) загинули.

## Звання
- Кандидат в офіцери (1 квітня 1933)
- Морський кадет (23 вересня 1933)
- Фенріх-цур-зее (1 липня 1934)
- Оберфенріх-цур-зее (1 квітня 1936)
- Лейтенант-цур-зее (1 жовтня 1936)
- Оберлейтенант-цур-зее (1 червня 1938)
- Капітан-лейтенант (1 червня 1939)
- Корветтен-капітан (1 серпня 1942)

## Нагороди
- Медаль «За вислугу років у Вермахті» 4-го класу (4 роки)
- Залізний хрест 2-го класу (12 січня 1940)
- Нагрудний знак есмінця (19 жовтня 1940)
- Нарвікський щит (10 листопада 1940)
- Орден Корони Румунії, лицарський хрест (30 червня 1941)